# Revocación (derecho)
En Derecho, la revocación es un modo de extinguir una relación jurídica o una causa de ineficacia del acto jurídico.
Es el acto donde todo acreedor puede decidir la extinción del negocio celebrado por el deudor en perjuicio. (la Revocación es solo para el acreedor.)

## Características
No se puede hacer que en contratos bilaterales ambas partes pacten de antemano que solo una de ellas tendrá derecho a revocar. 
Puede ser autorizada por la ley , por la voluntad de las partes y autoridades del Estado o Gobierno. Ejemplos son el testamento, el mandato.

### Revocación de los actos administrativos
La revocación de los actos administrativos es la facultad que compete a las Administraciones Pública para sustituir un acto inválido, dejándolo sin efecto, por otro conforme a derecho. La Administración Pública puede al declarar la nulidad, establecer la revisión del acto. En España en concreto, la encontramos en el artículo 109 de la Ley 39 del 1 de octubre de 2015, del Procedimiento Administrativo Común de las Administraciones Públicas, que establece que las Administraciones Públicas podrán revocar, mientras no haya transcurrido el plazo de prescripción, sus actos de gravamen o desfavorables, siempre que tal revocación no constituya dispensa o exención no permitida por las leyes, ni sea contraria al principio de igualdad, al interés público o al ordenamiento jurídico.

## Tipos
La revocación opera ex nunc, para futuro, desde la manifestación de la voluntad de revocación, en caso de tratarse de la revocación de un acto anulable mediante la declaración de lesividad.
Sin embargo, si la revocación se lleva al cabo mediante la revisión de oficio en los actos nulos de pleno derecho, provocará efectos "ex tunc" es decir, hacia el futuro y hacia el pasado, de modo que se retrotraen los efectos producidos por tal acto o reglamento nulo, hasta el momento en el que se dictó el mismo (a excepción de los actos firmes respetando el principio de seguridad jurídica) de modo que tal acto o reglamento nulo se tendrá por "no puesto"